# Ōima Yoshitoki
Ōima Yoshitoki (大今 良時 Đại Kim Lương Thời, sinh ngày 15 tháng 3 năm 1989) là tác giả người Nhật Bản, nổi tiếng với tác phẩm Dáng hình thanh âm.

## Tiểu sử
Ōima sinh ngày 15 tháng 3 năm 1989 tại Ōgaki, Nhật Bản là con gái thứ ba của người mẹ chuyên dịch ngôn ngữ ký hiệu, cô có một người chị gái và một người anh trai. Vì mẹ cô là người phiên dịch ngôn ngữ ký hiệu, nên Ōima được truyền cảm hứng để viết sêri manga Dáng hình thanh âm với sự giúp đỡ của mẹ và chị của cô.
Manga đầu tiên của cô là Mardock Scramble là chuyển thể của light novel cùng tên của Ubukata Tow và được xuất bản năm 2009. Cô còn chịu trách nhiệm minh họa cho tập thứ 9 của Attack on Titan. Sau sự thành công của Dáng hình thanh âm Ōima Yoshitoki tiếp tục làm việc với một nghệ sĩ manga khác để hoàn thành tác phẩm Ore no 100-wame!!. Năm 2016 Ōima Yoshitoki xuất bản manga thứ ba của cô với cái tên là Gửi em, người bất tử.
Vào năm 2015 Ōima Yoshitoki đạt giải New Creator cho Dáng hình thanh âm tại Giải thưởng Văn hóa Tezuka Osamu. Dáng hình thanh âm được bình chọn cho giải Eisner Award một năm sau đó, giải Rudolf-Dirks-Award và giải Max & Moritz Prize vào lần lượt năm 2017 và năm 2018. Vào năm 2018 cô đạt giải Japan Expo Pháp the Daruma d′Or Manga cho Dáng hình thanh âm và giải Daruma de la Meilleure Nouvelle Série cho Gửi em, người bất tử.

## Tác phẩm
- 2009: Mardock Scramble
- 2013: Dáng hình thanh âm
- 2015: Ore no 100-wame!! (với tác giả khác)
- 2016: Gửi em, người bất tử

## Thành tựu
- Giải thưởng Văn hóa Tezuka Osamu[4]
  - 2015: New Creator Prize cho Dáng hình thanh âm (thắng)
- Manga Taishō[9]
  - 2015: Manga cho Dáng hình thanh âm (bình chọn)
  - 2018: Manga cho Gửi em, người bất tử (bình chọn)[10]
- Eisner Award[5]
  - 2016: Best U.S. Edition of International Material—Asia cho Dáng hình thanh âm (bình chọn)
- Rudolf-Dirks-Awards[6]
  - 2017: Best Scenario (Asia) cho Dáng hình thanh âm (thắng)
- Max & Moritz Prize[7]
  - 2018: cho Dáng hình thanh âm (bình chọn)
- Japan Expo[8]
  - 2018: Daruma d′Or Manga cho Dáng hình thanh âm (thắng)
  - 2018: Daruma de la Meilleure Nouvelle Série cho Gửi em, người bất tử (thắng)